# آلفرد اوهل
آلفرد اوهل (به آلمانی: Alfred Uhl) (زادهٔ ۵ ژوئن ۱۹۰۹ – درگذشتهٔ ۸ ژوئن ۱۹۹۲) آهنگساز، نوازندهٔ ویلن، معلم موسیقی و رهبر ارکستر اهل اتریش بود.

## زندگی هنری
آلفرد اوهل، ۵ ژوئیه ۱۹۰۹ در وین متولد شد. او تحصیلات موسیقی خود را نزد فرانتس اشمیت، در آکادمی موسیقی وین سپری کرد و در سال ۱۹۳۲ دیپلم آهنگسازی خود را با درجهٔ عالی دریافت نمود. پس از آن در سوئیس، به عنوان کاپل‌مایستر با جشنواره‌های موسیقی زوریخ همکاری کرد. وی در آنجا به ساخت موسیقی فیلم نیز مشغول شد. اوهل در سال ۱۹۳۸ به وین بازگشت و در سال ۱۹۴۰ به خدمت ارتش اتریش درآمد. او از سال ۱۹۴۰ تا ۱۹۴۲ فرماندهی یک اردوگاه زندان فرانسوی در نویمارک را بر عهده داشت. وی در سال ۱۹۴۵ به عضویت هیئت علمی آکادمی موسیقی وین درآمد و تا سال ۱۹۸۰ که بازنشسته شد، به تدریس تئوری موسیقی، ارکستراسیون و آهنگسازی مشغول شد.
یکی از شاگردان سرشناس او، «آلفرد پرینز» بود. آلفرد اوهل همچنین به‌عنوان رئیس «اتحادیه نویسندگان، آهنگسازان و محققان موسیقی اتریش» (۱۹۷۰) و «اتحادیه کونستلر» (۱۹۷۶) خدمت کرد.
او در شیوهٔ آهنگسازی، عناصری را از نوکلاسیسم، موسیقی آتونال و سریالیسم با تونالِ سنتی و کنترپوان ترکیب می‌کرد. وی در سَبکِ پُر جنب و جوش موسیقی خود، پیچیدگی فنی و جذابیت موسیقی را با شوخ‌طبعی، ابداعات ریتمیک، بسط و گسترش تم و زبان هارمونیک پیشرفته، می‌آمیخت.

### آثار

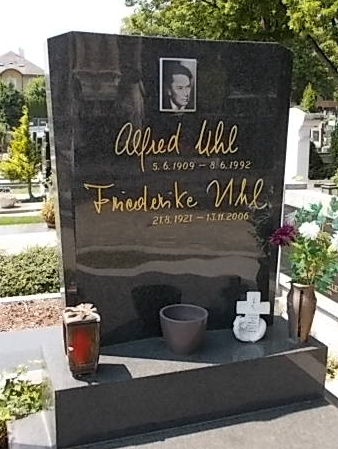
مقبرهٔ آلفرد اوهل - گرینزینگر

آلفرد اوهل، هشت موسیقی فیلم، یک اُپرا، چندین اثر کرال و چندین قطعه موسیقی سمفونیک و مجلسی نوشت. او آثار زیادی، از جمله مطالب آموزشی و آثاری که هنوز هم در رپرتوارها رایج است، برای کلارینت نوشت.
مشهورترین قطعات آموزشی وی، در دو جلد همراه با ۴۸ تمرین، منتشر شده‌است. دیورتیمنتوی او برای سه کلارینت و کلارینت باس، یکی از پُراجراترین آثار برای این ساز است. این اثر که در سال ۱۹۴۲ برای نوازندگانِ کلارینتِ ارکستر فیلارمونیک وین نوشته شده‌است، اثری پیچیده در سه موومان است که ساختار آن شبیه به یک کنسرتوی معمولی است. از دیگر شاگردان او می‌توان به موسیقی‌دانانِ ایرانی نظیر: احمد پژمان اشاره نمود.

## افتخارات و جوایز
- جایزهٔ دولتی موسیقی (۱۹۵۳)
- جایزهٔ بزرگ دولتی اتریش برای موسیقی همراه با «تئودور برگر»[ت] (۱۹۵۹)
- جایزهٔ موسیقی شهر وین (۱۹۶۱)
- مدال افتخاری طلای پایتخت وین (۱۹۶۹)
- ریاست انجمن نویسندگان، آهنگسازان و ناشران (۱۹۷۰–۱۹۷۵)
- صلیب افتخار درجهٔ یک علم و هنر اتریش (۱۹۸۰)

## یادداشت
1. ↑  Alfred Prinz
2. ↑  Komponisten und Musikverleger
3. ↑  Künstler-Union
4. ↑   Theodor Berger